# 格蘭特 (科羅拉多州)
格蘭特（英語：Grant）是位於美國科羅拉多州帕克縣的一個非建制地區。該地的面積和人口皆未知。

## 地理
格蘭特的座標為39°27′35″N 105°39′45″W / 39.45972°N 105.66250°W，而該地的平均海拔高度為2423米（即8606英尺）。